# Fuerte de San Amaro
El fuerte de San Amaro es un fuerte de artillería de costa del siglo XVIII en la ladera norte del monte Hacho, pegando a la costa y accediéndose desde la carretera de San Amaro situada en la ciudad española de Ceuta para la vigilancia de la Cala y playa de San Amaro, la última hacia el este. Es un BIC.

## Descripción
Se accede por la gola, a través de una portada monumental descentrada y flanqueada por una garita que da paso a un pequeño patio interior con la escalera a la garita, en este patio se encuentra una edificación de dos plantas de dormitorios y comedor de la tropa y el edificio principal, con funciones similares y acceso a una terraza con cañones a barbeta elevada sobre un tronco de cono ataludado. En el patio se encuentran además dos letrinas, una grande y orientada al norte, para la tropa, y otra hacia el sur, para los oficiales y en el zaguán, la bajada a la plataforma artillera inferior, terraplenada y con troneras, aunque muy alterado por edificaciones más modernas.
Está construido en cal, mampostería, ladrillo macizo y sillarejo.